# Universität Bourges
Die französische Universität Bourges wurde 1463 durch Ludwig den Klugen gegründet. Vor allem im 16. Jahrhundert verfügte die Akademie über eine herausragende juristische Fakultät. So haben hier verschiedene Persönlichkeiten gelernt und gelehrt, darunter als Lehrer der bedeutendste Jurist seiner Zeit, Jacques Cujas, und als Schüler Obertus Giphanius. Heute sind die Hochschuleinrichtungen in Bourges als Studienstandort der Universität Orléans angeschlossen.
Am 24. Juni 1854 erfolgte die Eingliederung in die Universität von Paris.